# Azeite do Alentejo Interior
O Azeite do Alentejo Interior DOP é um produto de origem portuguesa com Denominação de Origem Protegida pela União Europeia (UE) desde 16 de fevereiro de 2007.

## Área geográfica
A área geográfica de produção do Azeite do Alentejo Interior DOP encontra-se circunscrita aos distritos de:
Distrito de Évora
- municípios de Portel e Viana do Alentejo

Distrito de Beja
- municípios de  Alvito, Beja, Cuba, Ferreira do Alentejo e Vidigueira
- freguesias de:
  - Aljustrel (extinta), Ervidel e São João de Negrilhos do município de Aljustrel
  - Entradas do município de Castro Verde
  - Alcaria Ruiva do município de Mértola

Distrito de Setúbal
- freguesia do Torrão do município de Alcácer do Sal

## Agrupamento gestor
O agrupamento gestor da denominação de origem protegida "Azeite do Alentejo Interior" é a UCAAI - União das Cooperativas do Alentejo, UCRL.